# Marvin J. Chomsky
Marvin J. Chomsky, vero nome Marvin Joseph Chomsky (New York, 23 maggio 1929 – Santa Monica, 28 marzo 2022), è stato un regista statunitense.
È noto per aver diretto tre episodi della terza stagione della serie televisiva Star Trek e le miniserie televisive Olocausto e Radici. Il suo lavoro gli è valso 4 premi Emmy.

## Biografia
Marvin Jospeph Chomsky nasce a New York, nel Bronx, il 23 maggio 1929, figlio di una coppia di ebrei immigrati dall'Impero Russo. Frequenta la Stuyvesant High School a Manhattan, durante questo periodo inizia a lavorare prima in radio e in seguito in televisione, in una trasmissione destinata agli adolescenti, in un periodo nel quale il mezzo televisivo comincia a muovere i suoi primi passi. Si laurea presso l'Università di Syracuse nel 1950 con una laurea triennale e presso l'Università di Stanford con una laurea magistrale in teatro l'anno successivo. I primi lavori svolti da Chomsky nell'industria cinematografica e televisiva sono quelli di direttore artistico, arredatore di scena e produttore.
Inizia la propria carriera come regista dirigendo singoli episodi di serie televisive, tra cui The Nurses e Selvaggio west. Nel 1968 approda alla celebre serie televisiva di fantascienza creata da Gene Roddenberry Star Trek, da cui prenderà vita il lungo franchise omonimo, dirigendo i tre episodi della terza stagione: Sul pianeta Triacon (And the Children Shall Lead, trasmesso l'11 ottobre 1968), La forza dell'odio (Day of the Dove, trasmesso il 1º novembre 1968) e Un tuffo nel passato (All Our Yesterdays, trasmesso il 14 marzo 1969). In particolare il terzo episodio diretto da Chomsky, che vede tra le guest star Mariette Hartley, nel ruolo di Zarabeth, e Ian Wolfe, in quello di Atoz, è considerato uno degli episodi migliori della serie e uno dei migliori episodi in cui venga rappresentato un viaggio nel tempo, in questo caso attraverso un portale, quello del computer Atavachron, sul pianeta Sarpeidon, nel sistema di Beta Niobe.
Dopo aver girato alcuni episodi per alcune altre serie televisive, tra cui Gunsmoke, nel 1971 Chomsky dirige il suo primo film televisivo, Assault on the Wayne, film di spionaggio ambientato durante la Guerra Fredda, che vede degli agenti nemici intenti a sabotare un sottomarino statunitense. Sempre del 1971 è il film cinematografico Evel Knievel, pellicola biografica sul celebre stuntman statunitense. Ancora lo stesso anno dirige un altro film per la televisione, Codice criminale, la cui trama ruota attorno alla storia di un killer ingaggiato dal fratello gangster per eliminare un rivale. Del 1972 è invece il film per la televisione Un uomo d'azione, film di guerra interpretato da un cast stellare composto da Ben Gazzara, Ricardo Montalbán e Anne Francis e ambientato durante la seconda guerra mondiale immediatamente dopo il D-Day. Nel 1973 dirige il film per la televisione Female Artillery, un western interpretato da Dennis Weaver e Ida Lupino, che racconta le avventure di un fuorilegge che si unisce a una carovana di donne pioniere.
Nel 1976 dirige il film per la televisione La lunga notte di Entebbe, interpretato tra gli altri da Helmut Berger ed Elizabeth Taylor, e basato sull'Operazione Entebbe, avvenuta all'aeroporto della città ugandese tra il 3 ed il 4 luglio 1976. Nel 1977 dirige sei puntate su otto della celebre miniserie televisiva Radici (Roots), basata sul romanzo omonimo di Alex Haley, in cui narra le vicende di Kunta Kinte (LeVar Burton, il futuro Geordi La Forge dell'universo di Star Trek) e della sua discendenza, catturato in Cambia nel 1975 e, fatto schiavo, viene venduto negli Stati Uniti a John Reynolds, che lo porta a vivere in Virginia. La serie, che ottiene un grande successo televisivo, si aggiudica numerosi premi, tra cui un Golden Globe, svariati premi Emmy e alcuni altri premi.
Nel 1978 dirige la celebre miniserie Olocausto, sceneggiata da Gerald Green e vincitrice di 8 premi Emmy, di cui uno va al regista in qualità di miglior regia di una serie drammatica nel 1978. Nel 1979 è nuovamente alla regia di una pellicola cinematografica, Relazioni disperate, che racconta la storia di una relazione sessuale violenta tra una maestra zitella bianca e un giovane bidello nero nel Kansas del 1956.
Nel 1980 dirige il film Attica, interpretato da Morgan Freeman, Henry Darrow, Charles Durning, Joel Fabiani e Anthony Zerbe, e che narra le vicende della rivolta della prigione di Attica del 1971. Anche questo film gli vale un premio Emmy nel 1980 in qualità di miglior regia per una miniserie o speciale. Del 1982 è invece la miniserie televisiva in due puntate Diario del Terzo Reich, interpretata da Rutger Hauer, John Gielgud e Maria Schell, e basata sul libro di memorie di Albert Speer, architetto e amico di Adolf Hitler, Memorie del Terzo Reich. Nel 1984 dirige la miniserie storico-biografica in quattro puntate Pietro il Grande, interpretata da un cast di celebrità, tra cui Maximilian Schell (nella parte del protagonista), Vanessa Redgrave, Omar Sharif, Trevor Howard, Laurence Olivier, Helmut Griem, Elke Sommer, Ursula Andress, Mel Ferrer e Hanna Schygulla. La miniserie si aggiudica numerosi premi, tra cui tre premi Emmy nel 1986, compreso quello di miglior miniserie televisiva, e viene candidata ai Golden Globe. Nel 1986 dirige la miniserie Il mostro, tratta dal libro The Deliberate Stranger scritto dal reporter statunitense Richard W. Larsen nel 1980 e che narra la storia del serial killer statunitense Ted Bundy, interpretato da Mark Harmon.
Suo ultimo lavoro è la miniserie televisiva storico-biografica in due puntate Caterina di Russia del 1995, in cui la protagonista è interpretata da Catherine Zeta-Jones e che si aggiudica un Romy Gala al miglior produttore per Kurt J. Mrkwicka nel 1996.
Marvin J. Chomsky muore il 28 marzo 2022, a 92 anni, per cause naturali, in una casa di riposo a Santa Monica, in California.

## Vita privata
Marvin J. Chomsky si è sposato due volte, la prima volta con Tobye Kaplan, la seconda con Christa Baum, con la quale è stato sposato fino alla propria morte. Ha avuto tre figli, tra cui Peter Chomsky, che è diventato un produttore televisivo. Era cugino del filosofo e linguista Noam Chomsky.

## Filmografia

### Attore

#### Cinema
- Remembering 'Roots', regia di Jeffrey Lerner – cortometraggio (2002)

#### Televisione
- Roots Remembered, regia di Marina Warsama – documentario TV (2007)
- Biography – serie TV, episodio 24x07 (2010)
- Wie Holocaust ins Fernsehen kam, regia di Alice Agneskirchner – documentario TV (2019)
- History – serie TV, 1 episodio (2020)

### Produttore

#### Cinema
- The Bubble, regia di Arch Oboler (1966)

#### Televisione
- The Nurses – serie TV, 6 episodi (1964-1965)
- Death of a Salesman, regia di Alex Segal – film TV (1966)
- Corri e scappa Buddy (Run Buddy Run) – serie TV, episodio 1x01 (1966)
- Evita Peron, regia di Marvin J. Chomsky – miniserie TV (1981)
- Pietro il Grande (Peter the Great) regia di Marvin J. Chomsky – miniserie TV (1986)
- Il mostro (The Deliberate Stranger) regia di Marvin J. Chomsky – miniserie TV (1986)
- Anastasia - L'ultima dei Romanov (Anastasia: The Mystery of Anna) regia di Marvin J. Chomsky – miniserie TV (1986)
- Giovani omicidi (Billionaire Boys Club) regia di Marvin J. Chomsky – miniserie TV (1987)
- Tornerò a Natale (I'll Be Home for Christmas) regia di Marvin J. Chomsky – film TV (1988)
- Brotherhood of the Rose regia di Marvin J. Chomsky – miniserie TV (1989)
- Triumph Over Disaster: The Hurricane Andrew Story regia di Marvin J. Chomsky – film TV (1993)
- Caterina di Russia (Catherine the Great) regia di Marvin J. Chomsky – miniserie TV (1995)

### Regista

#### Cinema
- Evel Knievel (1971)
- La gemma indiana (Murph the Surf, 1975)
- Mackintosh and T.J. (1975)
- Relazioni disperate (Good Luck, Miss Wyckoff, 1979)
- Tank (1984)

#### Televisione
- The Nurses – serie TV, episodi 2x33-3x14-3x30 (1964-1965)
- Maya – serie TV, 5 episodi (1967)
- Selvaggio west (The Wild Wild West) – serie TV, 11 episodi (1967-1969)
- Star Trek – serie TV, episodi 3x04-3x07-3x23 (1968-1969)
- Gunsmoke – serie TV, episodi 14x07-14x09-15x10 (1968-1969)
- Dove vai Bronson? (Then Came Bronson) – serie TV, episodi 1x01-1x02-1x06 (1969)
- Lancer – serie TV, episodio 2x11 (1969)
- Disneyland – serie TV, episodi 17x04-17x05 (1970)
- Uomini di legge (Storefront Lawyers) – serie TV, episodi sconosciuti (1970-1971)
- Assault on the Wayne – film TV (1971)
- Reporter alla ribalta (The Name of the Game) – serie TV, episodi 3x01-3x19-3x22 (1970-1971)
- Los Angeles: ospedale nord (The Interns) – serie TV, episodi 1x10-1x23 (1970-1971)
- Bearcats! – serie TV, episodio 1x05 (1971)
- Codice criminale (Mongo's Back in Town) – film TV (1971)
- Missione impossibile (Mission: Impossible) – serie TV, 4 episodi (1970-1971)
- Hawaii Squadra Cinque Zero (Hawaii Five-O) – serie TV, episodi 2x23-2x24-5x04 (1970–1972)
- Cannon – serie TV, episodio 1x15 (1972)
- Un uomo d'azione (Fireball Forward) – film TV (1972)
- Lo sceriffo del sud (Cade's County) – serie TV, episodi 1x01-1x09-1x21 (1971-1972)
- Invitation to a March – film TV (1972)
- Family Flight – film TV (1972)
- I nuovi medici (The Bold Ones: The New Doctors) – serie TV, episodio 4x10 (1972)
- Detective anni trenta (Banyon) – serie TV, episodi 1x09-1x14 (1972)
- Sam Cade, co-diretto con Richard Donner – film TV (1972)
- Female Artillery – film TV (1973)
- Mannix – serie TV, episodio 7x04 (1973)
- Il mago (The Magician) – serie TV, episodi 1x0-1x02 (1973)
- Sulle strade della California (Police Story) – serie TV, episodi 1x02-1x03 (1973)
- La signora Sundance (Mrs. Sundance) – film TV (1974)
- Il terrore anni 30 (The F.B.I. Story: The FBI Versus Alvin Karpis, Public Enemy Number One) – film TV (1974)
- Attack on Terror: The FBI vs. the Ku Klux Klan – film TV (1975)
- Kate McShane avvocato (Kate McShane) – serie TV, episodio 1x0 (1975)
- A Matter of Wife... and Death – film TV (1975)
- La grande rapina (Brinks: The Great Robbery) – film TV (1976)
- Un poliziotto di nome O'Malley (Law and Order) – film TV (1976)
- La lunga notte di Entebbe (Victory at Entebbe) – film TV (1976)
- Little Ladies of the Night – film TV (1977)
- Radici (Roots) – miniserie TV (1977)
- Danger in Paradise – film TV (1977)
- Big Hawaii – serie TV, episodi sconosciuti (1977)
- Olocausto (Holocaust) – miniserie TV (1978)
- Principessa di Harlem (Hollow Image) – film TV (1979)
- Progetto Franken (Doctor Franken), co-diretto con Jeff Lieberman – film TV (1980)
- Attica – film TV (1980)
- Il re dei granchi (King Crab) – film TV (1980)
- Evita Peron – miniserie TV (1981)
- My Body, My Child – film TV (1982)
- Diario del Terzo Reich (Inside the Third Reich) – miniserie TV (1982)
- Sposa per corrispondenza (I Was a Mail Order Bride) – film TV (1982)
- Nairobi Affair – film TV (1984)
- Robert Kennedy and His Times – miniserie TV (1985)
- Pietro il Grande (Peter the Great) – miniserie TV (1986)
- Il mostro (The Deliberate Stranger) – miniserie TV (1986)
- Anastasia - L'ultima dei Romanov (Anastasia: The Mystery of Anna) – miniserie TV (1986)
- Un angelo in divisa (Angel in Green) – film TV (1987)
- Giovani omicidi (Billionaire Boys Club) – miniserie TV (1987)
- Tornerò a Natale (I'll Be Home for Christmas) – film TV (1988)
- Brotherhood of the Rose – miniserie TV (1989)
- Danubio blu - Strauss Dynasty (Strauss Dynasty) – miniserie TV (1991)
- Seduzione omicida (Telling Secrets) – film TV (1993)
- Triumph Over Disaster: The Hurricane Andrew Story – film TV (1993)
- Caterina di Russia (Catherine the Great) – miniserie TV (1995)

## Trasmissioni televisive

### Ospite
- The 30th Annual Primetime Emmy Awards, regia di Clark Jones - speciale TV (1978)
- The 34th Annual Primetime Emmy Awards, regia di Steve Binder - speciale TV (1982)

### Regista
- Playboy's 25th Anniversary Celebration - speciale TV (1979)

## Riconoscimenti
- Directors Guild of America Award
  - 1979 - Miglior regia in special, film TV e trasmissioni d'attualità per Olocausto
  - 1981 - Candidatura alla miglior regia in special, film TV e trasmissioni d'attualità per Attica
  - 1983 - Miglior regia in film TV e miniserie per Diario del Terzo Reich
  - 1988 - Candidatura alla miglior regia in film TV e miniserie per Giovani omicidi
- Premio Emmy
  - 1977 - Candidatura alla miglior regia di una serie drammatica per la puntata 3 di Radici
  - 1978 - Miglior regia di una serie drammatica per Olocausto[14]
  - 1980 - Miglior regia per una miniserie o speciale per Attica[18]
  - 1981 - Candidatura alla migliore speciale drammatico per Evita Peron
  - 1982 - Miglior regia per una miniserie o speciale per Diario del Terzo Reich[19].
  - 1986 - Miglior miniserie per Pietro il Grande
  - 1987 - Candidatura alla miglior miniserie per Anastasia - L'ultima dei Romanov
  - 1988 - Candidatura alla miglior miniserie per Giovani omicidi
  - 1988 - Candidatura alla miglior regia per una miniserie o speciale per Giovani omicidi